# 佐伯美濃麻呂
佐伯 美濃麻呂（さえき の みのまろ、生没年不詳）は、奈良時代の貴族。名は美乃麻呂とも記される。姓は宿禰。官位は従五位上・常陸介。

## 経歴
聖武朝の天平9年（737年）陸奥按察使兼鎮守将軍・大野東人による陸奥国から出羽柵までの直行路を建設すべきとの建言を受けて陸奥持節使が組織され、美濃麻呂はその判官に任ぜられる（大使は藤原麻呂）。2月に持節使が多賀柵に到着すると、美濃麻呂は新田柵（現在の宮城県遠田郡田尻町付近）の守護を担当した。その後、同月から4月にかけて東人が遠征を行い、奥羽山脈を横断して男勝村の蝦夷を帰順させ奥羽連絡通路を開通させている。
孝謙朝の天平勝宝4年（752年）従五位下・大宰大弐に叙任され、天平勝宝7年（755年）越前守に遷る。天平勝宝7歳（755年）にあった左大臣・橘諸兄の聖武上皇に対する不敬発言について、天平勝宝9歳（757年）6月になって美濃麻呂は孝謙天皇よりその内容についての尋問を受け、内容について知らないが一族の佐伯全成が知っていると思う旨を返答する。その後、橘奈良麻呂の謀叛計画が露見して、全成は計画を証言して自殺した（橘奈良麻呂の乱）。なお、8月になって美濃麻呂は従五位上に昇叙されている。
天平宝字3年（759年）任期満了に伴って越前守を辞したと見られる（後任は藤原恵美薩雄）。天平宝字5年（761年）新羅征討計画の準備のために節度副使が置かれると、西海道節度使・吉備真備に次いで多治比土作とともに副使に任ぜられる。
天平宝字7年（763年）常陸介に任ぜられて関東地方に赴任していたためか、翌天平宝字8年（764年）に発生した藤原仲麻呂の乱での動静は伝わらないが、乱後の10月に出羽員外守に左遷された。天平神護2年（766年）になって能登員外介として能登国に移されている。

## 官歴
『続日本紀』による。
- 時期不詳：正六位上
- 天平9年（737年） 正月23日：陸奥持節使判官
- 天平勝宝4年（752年） 11月3日：従五位下、大宰大弐
- 天平勝宝7年（755年） 12月23日：越前守
- 天平勝宝9歳（757年） 8月4日：従五位上
- 天平宝字3年（759年） 11月5日?：止越前守
- 天平宝字5年（761年） 11月17日：西海道節度副使
- 天平宝字7年（763年） 正月9日：常陸介
- 天平宝字8年（764年） 10月3日：出羽員外守
- 天平神護2年（766年） 5月10日：能登員外介